# 济南市莱芜实验中学

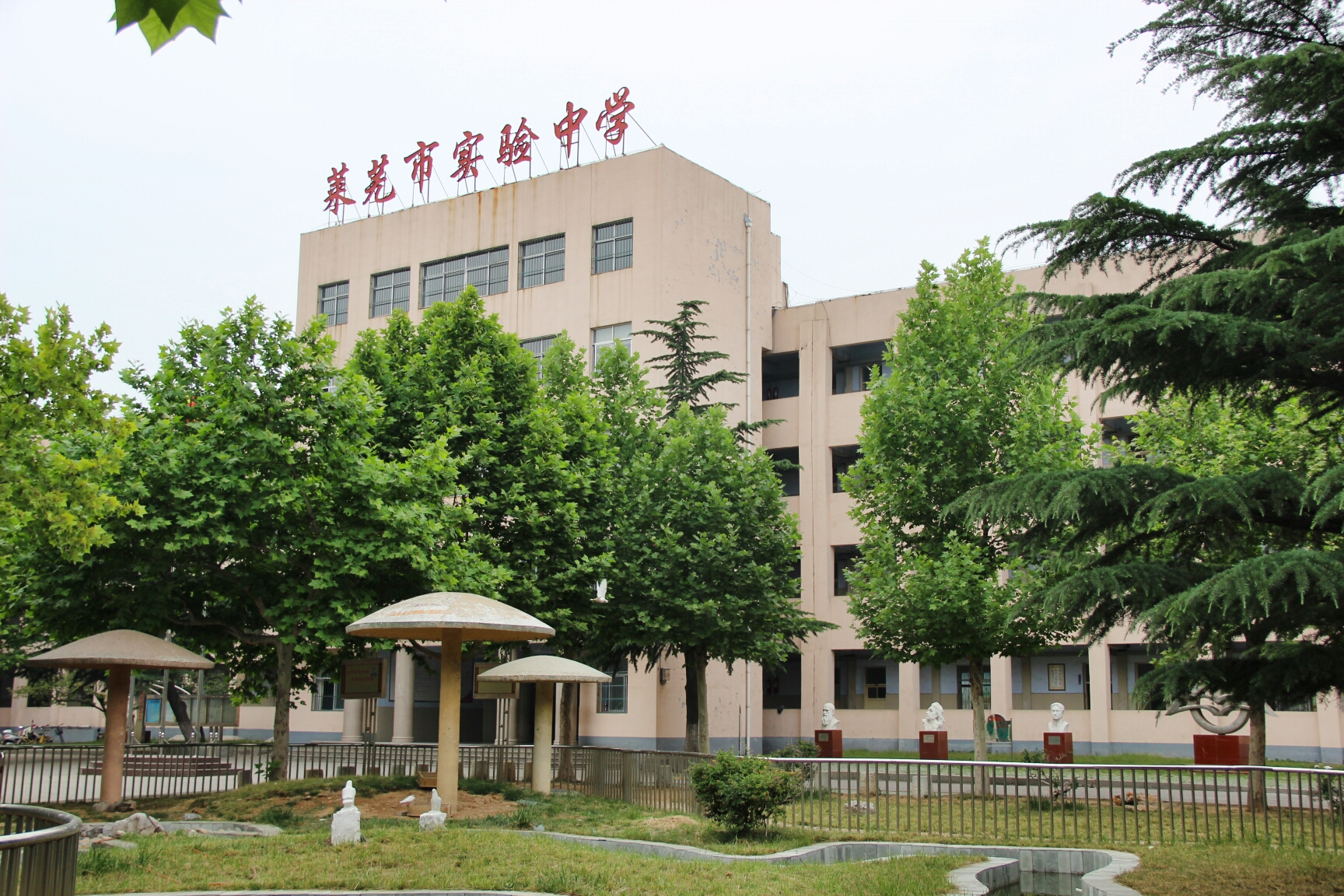
济南市莱芜实验中学北校区主教学楼

济南市莱芜实验中学，简称莱芜实中，是中国山东省济南市的一所公办初级中学，成立于1971年，前身是莱芜县职工子弟学校以及莱芜第二十三中学。

## 历史
1971年，前身 莱芜县职工子弟学校成立，当时为二年制初级中学。
1974年，莱芜县职工子弟学校制订高中班，成为一所完全中学。
1976年，更名为莱芜第二十三中学，初高中均改学制为三年，教学班达到24个。
1987年，更名为莱芜市实验中学，停止高中部，改为初级中学。
2019年，更名为济南市莱芜实验中学。

## 历任校长

### 县职工子弟学校时期
- 亓守正（1972年7月－1975年6月）
- 王星三（1975年7月－1976年10月）

### 县第二十三中学时期
- 段元明（1976年11月－1977年10月）
- 亓爱先（1977年11月－1983年7月）
- 张重德（1983年7月－1984年9月）
- 韩德墉（1984年10月－1987年7月）

### 市实验中学时期
- 韩继炎（1987年8月－1988年7月）
- 尹传义（1988年8月－1992年12月）
- 韩继炎（1993年1月－1994年12月）
- 孙启随（1995年1月－2001年12月）
- 李  艳（2002年1月－2009年8月）
- 孟广臣（2009年9月－)[3][4]